# 살생금지령
살생금지령(殺生禁止令)은  불교의 영향으로 살생금지령은 한국, 중국 그리고 일본 등지에서 존재하였다.

## 한국
- 백제의 살상금지령 : 사냥 및 수리매의 사육을 금지하였으며, 어망 등을 불태우기도 하였다[1].
- 신라의 동물살상금지령[2]
- 고려의 도축금지령[3]

## 중국
- 5세기 : 중국에서는 법강경의 제 3장 식육계에 따라 생명을 빼앗는다는 이유로 육식을 금지하였다.[출처 필요]
- 북송의 개살육금지령[4]

## 일본
일본서기와 속일본기에 따르면, 일본서기에는 2회, 속일본기에는 약 11회에 걸쳐 살생을 금지한 법령을 내린 일이 있다. 이들 국가와 지역의 법령이 에도 막부 제5대 쇼군 도쿠가와 쓰나요시의 겐로쿠 살생금지령에 영향을 미쳤다고 주장하는 학자가 있다.